# 毛利光広
毛利 光広（もうり みつひろ）は、長門国長府藩2代藩主。初代藩主・毛利秀元の次男。

## 略歴
長兄の宮松丸が早世したために世子となり、慶安3年（1650年）、父の死去により跡を継いだが、わずか3年後の承応2年（1653年）7月2日に江戸にて死去した。享年38。跡を長男の綱元が継いだ。墓所は山口県下関市長府の笑山寺（詣り墓）、並びに東京都港区の泉岳寺。

## 系譜
- 父：毛利秀元（1579-1650）
- 母：織田氏 - 側室
- 正室：清殊院（1627-1674） - 本多忠義娘
  - 長男：毛利綱元（1650-1709）
  - 長女：熊姫（1651-1684） - 清浄院、南部行信正室
  - 次女：勝姫（1652-1696） - 稲葉正倚正室